# Sergio Dangelo

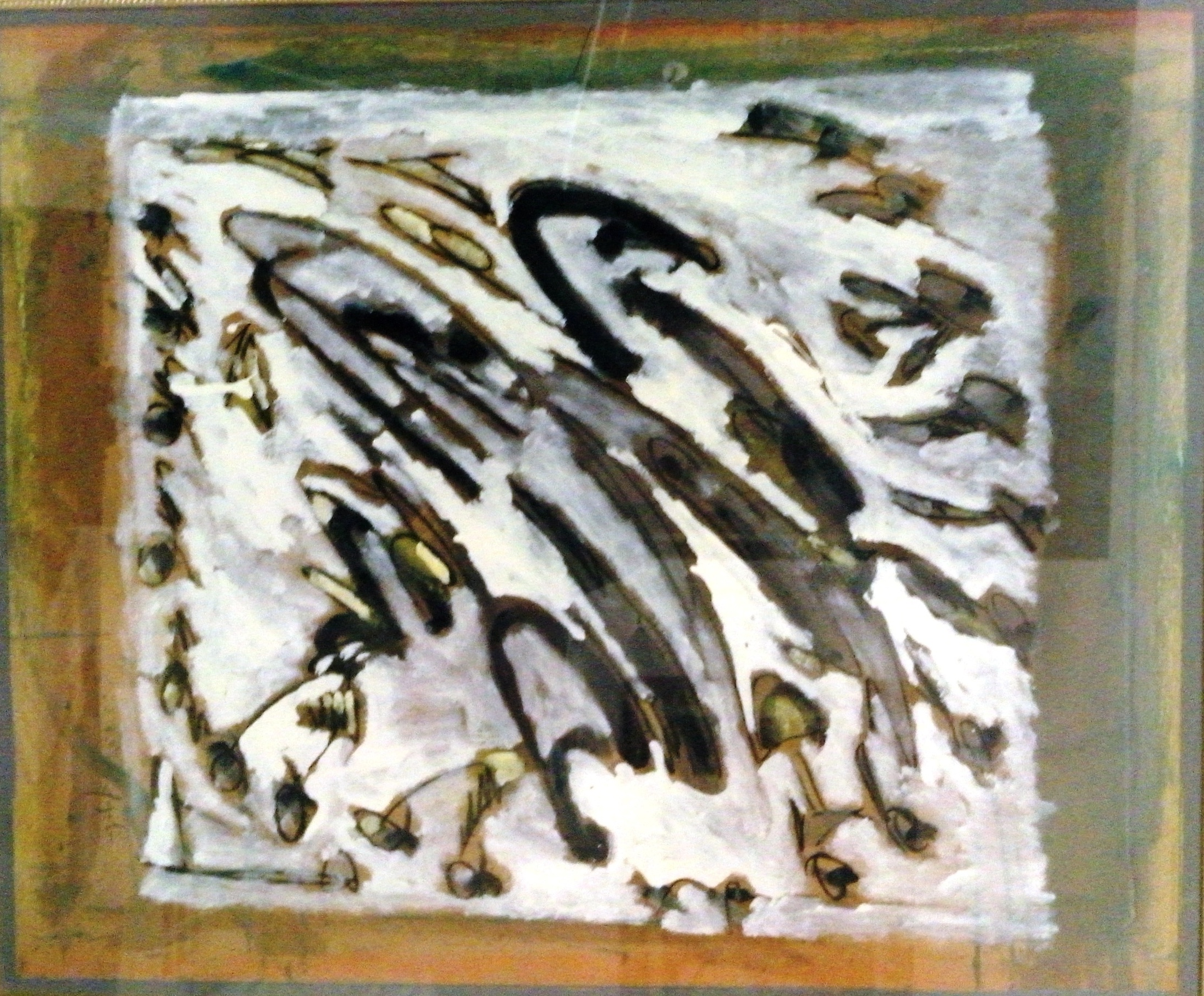
Le Vespe, 1954

Sergio Dangelo (né à Milan le 19 avril 1932 et mort dans la même ville le 4 janvier 2022) est un peintre et illustrateur surréaliste italien, fondateur du mouvement Arte Nucleare et  cofondateur du Mouvement international pour un Bauhaus imaginiste.

## Biographie
Né à Milan en 1932, Sergio Dangelo fait ses études entre l'Italie, la France et la Suisse, vivant plusieurs années à Bruxelles où il entre en contact avec les milieux surréalistes et avant-gardistes, notamment le groupe COBRA. De retour à Milan, il fonde en 1951 avec Enrico Baj le mouvement Arte nucleare et réalise sa première exposition personnelle à la Galleria San Fedele de Milan. En 1953, il fonde avec Baj et Asger Jorn le Mouvement international pour un Bauhaus imaginiste. et en 1954 il organise avec eux à Albisola les Incontri Internazionali della Ceramica (Rencontres Internationales de la Céramique), ,. En 1955, il est l'un des fondateurs de la revue Il gesto.
Outre ses « peintures nucléaires », Sergio Dangelo est  connu pour le « Hand-made » (nom que leur a donné Marcel Duchamp en 1960), une série de peintures-collages composées de fragments d'objets et de matériaux divers.
Ses œuvres ont été exposées dans de nombreux festivals d'art, dont la Biennale de São Paulo, la Biennale de Paris, la Quadriennale de Rome et six éditions de la Biennale de Venise.
Personnalité aux intérêts multiples (théâtre, jazz, édition),
Sergio Dangelo est décédé à Milan le 4 janvier 2022, à l'âge de 89 ans.

## Collections
Les œuvres de Sergio Dangelo figurent dans la collection permanente de la National Gallery of Art, Washington DC, le Musée d'Israël et au Museo MAGA à Gallarate en Italie.